# アーデルハイト・ラック＝シュレーダー
アーデルハイト・ラック＝シュレーダー （ドイツ語:  Adelheid Ruck-Schröder, 1966年5月1日バーデン＝ヴュルテンベルク州ビーティヒハイム＝ビシンゲン -) はドイツのルター派福音主義教会牧師、 福音主義神学者 (実践神学)。2025年3月29日に開催されたヴェストファーレン福音主義教会総会で、アーデルハイト・ラック＝シュレーダーはプレゼスと呼ばれる州教会議長(他の州教会における監督に相当)  に選出された。合同教会州教会議長就任以前の2021年7月から、ルター派州教会であるハノーファー福音ルター派州教会ヒルデスハイム＝ゲッティンゲン教会管区地域監督であった。 

## 経歴
アーデルハイト・ラック＝シュレーダーはベーブリンゲン郡レオンベルクとシュトゥットガルトで成長した。彼女はヴュルテンベルクにあるマウルブロン＝ブラウボイレン福音主義ゼミナール校内ギムナジウムに在学していた (ここはかつてのマウルブロン修道院付属学校であり、作家のヘルマン・ヘッセもかつて在学していた)。その後、テュービンゲン福音主義神学寮(哲学者ヘーゲル、シェリング、詩人ヘルダーリンもかつて入寮していた)に奨学生として入寮し、テュービンゲン大学福音主義神学部で福音主義神学を学び、さらにベルリン・フンボルト大学神学部でも修学を重ねた。1997年、ペーター・フォン・デア・オステン＝ザッケン指導教授の下で、ベルリン・フンボルト大学から神学博士号が授与された。
アーデルハイト・ラック＝シュレーダーはザクセン＝アンハルト州 ハレとノルトライン＝ヴェストファーレン州 ミュンスターで牧師補としての牧会見習いを終えた。1999年、ヴェストファーレン福音主義教会の牧師として採用され、最初の任地はコースフェルト郡 ハーヴィクスベックであった。5年後の2004年、ザールブリュッケン ベルーフスシューレ (職業学校)配属牧師に就任すると同時に、ザールラント州ベルーフスシューレ(職業学校)宗教科(福音主義)担当委員にも任命された
2011年から2015年まで、ラック＝シュレーダーはニーダーザクセン州 ゲッティンゲンにあるステファンス教会共同体の牧師として働いた。2015年から2021年までレーブルク＝ロックムにあるロックム研修所(旧ロックム修道院)に置かれているハノーファー福音ルター派州教会説教セミナーの教頭職を務めた。2021年7月17日、ラルフ・マイスター州教会監督から、ハノーファー福音ルター派州教会ヒルデスハイム＝ゲッティンゲン教会管区地域監督にエックハルト・ゴルカの後任として任命された。

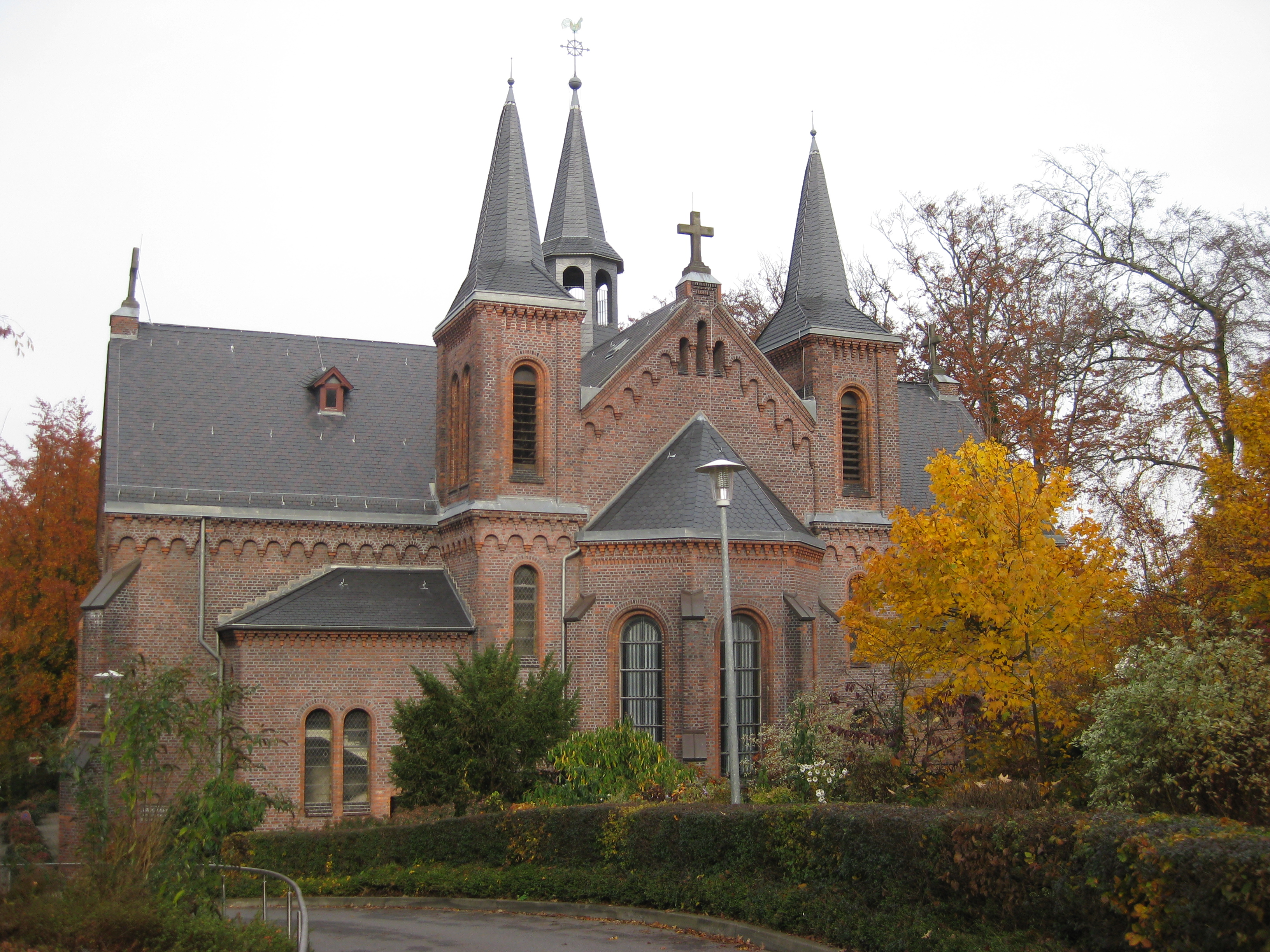
シオン教会(ビーレフェルト-ベーテル)

2021年、彼女はロックム研修所における運営評議員に女性として初めて任命された。それ以前は、女性は説教セミナー代表、あるいは州教会監督として在職するに留まっていた。2025年3月29日、ラック＝シュレーダーはヴェストファーレン福音主義教会のプレゼスと呼ばれる州教会議長 (他の州教会における監督に相当) に選出され、2025年6月15日、ビーレフェルトベーテル区にあるシオン教会で州教会議長(プレゼス) 任職式がおこなわれた。
ラック＝シュレーダーは実践神学をテーマにした著作を発表し、キリスト教およびユダヤ教に関するゲッティンゲン共同作業グループ運営評議会のメンバーでもある。

## 家族
ラック＝シュレーダーはゲッティンゲン大学教授 ベルント・シュレーダーと結婚生活を営んでおり、2人の成人した子がいる。

## ラジオ・テレビでの活動
2006年から、ラック＝シュレーダーはザールラント放送（SR, Saarländischer Rundfunk）のラジオ部門で活動し、その後テレビ部門のキリスト教番組編集委員に就任した。2010年から2012年まで、ARDで放送されていた『日曜日の言葉』のナレーターを担当し、その後、NDR『朝の祈り』のナレーター・脚本を担当した。

## 主要著作
- Muss die Bibel am Rand des Religionsunterrichtes stehen? In: Der evangelische Erzieher. Zeitschrift für Pädagogik und Theologie. Bd. 58 (2006), 3, S. 278–285.
- Der Name Gottes und der Name Jesu: eine neutestamentliche Studie (Wissenschaftliche Monographien zum Alten und Neuen Testament Bd. 80), Neukirchen-Vluyn 1999, zugl. Diss. Berlin 1997/98.
- Zahlreiche kleinere Veröffentlichungen zur Perikopenreihe.
- F. Erichsen-Wendt, A. Ruck-Schröder: Pfarrer:in sein (Praktische Theologie konkret Band 5). 2022, ISBN 978-3-525-63065-5.